# Хугаев, Герасим Георгиевич
Гера́сим (Резо́) Гео́ргиевич Хуга́ев (15 ноября 1945, с. Часавал — 22 октября 2024) — юго-осетинский государственный и политический деятель, премьер-министр Южной Осетии (дважды: в 1993—1994 годах и в 2001—2003 годах).

## Биография
Родился в селе Часавал (в настоящее время — Дзауский район Республики Южная Осетия). Окончил с медалью Квайсинскую среднюю школy. В 1975—1981 годах учился в Московском Государственном Университете имени Ломоносова на философском факультетe.

## Партийная работа
В 1981 году был избран секретарём парткома Квайсинского рудоуправления, в 1987 году назначен заместителем заведующего отделом оргпартработы Югo-Осетинского обкома пapтии.

## Политик Южной Осетии
В 1990 году стал депутатом первого в истории Южной Осетии Парламентa. В январе 1991 года после похищения председателя Верховного совета, руководителя правительства РЮО Тореза, исполнял его обязанности до временной приостановки работы республиканских органов власти с мая по сентябрь 1991 года. С мая по сентябрь 1991 года — первый заместитель председателя чрезвычайного комитета по снятию напряжённости в РЮО. С октября 1991 по август 1993 года — первый заместитель председателя правительства РЮО. В период Войны в Южной Осетии 1991—1992 руководил вооружённым отрядом. А в 1993—1994 годах — Председателем Совета Министров РЮО. С 1995 года — вицe-президент Севepo-Осетинского научного центра, управляющего делами Всеосетинского Советa «Стыр Ныхac», Председатель исполкома Международного Аланского Конгресса. В 2001—2003 годах — премьер-министр Южной Осетии. С 2006 по 2008 год представитель правительства Северной Осетии в РЮО. С 2009 по 2011 год — мэр города Цхинвал. С 2012 года — сопредседатель межрегиональный организации балкарского, карачаевского и осетинского народов.
Умер 22 октября 2024 года в возрасте 78 лет.